# Visualisation scientifique
La visualisation scientifique, ou l’usage de graphiques scientifiques, est l'étude et/ou la réalisation de la représentation sous forme graphique de résultats scientifiques. Cette visualisation est donc intimement liée aux sciences et à l'informatique.

## Matériels
Il existe une gamme complète de matériels destinés à la visualisation scientifique.

### Poste personnel
Il existe sur le marché des postes personnels de type PC équipé avec une ou plusieurs cartes graphiques permettant de faire de la visualisation scientifique. Il s'agit souvent d'un ordinateur avec un ou plusieurs processeurs, de la mémoire centrale en quantité (pour le traitement graphique), un gros espace disque et une carte graphique puissante.
Cette carte graphique est elle-même équipée d'un processeur (le processeur graphique ou GPU), d'une unité de traitement et d'une mémoire rapide. Elle communique avec les autres éléments de l'ordinateur au travers d'un bus. Les formats de bus ont évolué, passant de l'AGP au PCI Express.

## Logiciels
- ParaView
- FLUENT Flow Modeling Software
- Multiphysics from SIMULIA